# 2072
2072 — 2072 рік нашої ери, 72 рік 3 тисячоліття, 72 рік XXI століття, 2 рік 8-го десятиліття XXI століття, 3 рік 2070-х років.

## Очікувані події
- Стануть доступними для публічного доступу результати перепису населення в США 2000 року.
- 20 березня буде відкрита капсула часу в сховищі в місті Стейнбах, Нью-Джерсі.
- 12 вересня 2072 року відбудеться сонячне затемнення.

## Вигадані події
- У 2072 році відбувається дія гри «Deus Ex: Invisible War».